# Elecciones provinciales de San Juan de 1999
El 16 de mayo de 1999 se realizaron elecciones para elegir Gobernador, vicegobernador y 34 diputados provinciales. El resultado estableció que el senador nacional Alfredo Avelín (candidato de la Alianza) fuera elegido gobernador de la provincia con un 55% de los votos, superando a Jorge Escobar quien iba por su reelección.

## Reglas electorales
- Gobernador y vicegobernador electos por mayoría simple.
- 45 diputados, la totalidad de los miembros de la Cámara de Diputados Provincial:
  - 26 diputados electos por toda la provincia de forma proporcional usando el sistema D'Hondt.
  - 19 diputados electos por cada uno de los 19 departamentos en los que se divide la provincia, usando doble voto simultáneo.

## Resultados

### Gobernador y vicegobernador
| Fórmula               | Fórmula                      | Partido/Alianza       | Partido/Alianza                                 | Votos   | %     |
| Gobernador            | Vicegobernador               | Partido/Alianza       | Partido/Alianza                                 | Votos   | %     |
| --------------------- | ---------------------------- | --------------------- | ----------------------------------------------- | ------- | ----- |
| Alfredo Avelín        | Wbaldino Acosta              |                       | Alianza por San Juan                            | 173.119 | 55,69 |
| Jorge Escobar         | Guillermo Horacio de Sanctis |                       | Frente Justicialista Desarrollo y Esperanza     | 131.486 | 42,29 |
| Javier Caselles       | Carlos Cantoni               |                       | Nueva Alternativa Social y Económica (PSA - PF) | 5.382   | 1,73  |
| José Manuel Aguilar   | Francisco Naveda             |                       | Movimiento Socialista de los Trabajadores       | 900     | 0,29  |
| Votos positivos       | Votos positivos              | Votos positivos       | Votos positivos                                 | 310.887 | 96,77 |
| Votos en blanco       | Votos en blanco              | Votos en blanco       | Votos en blanco                                 | 7.689   | 2,39  |
| Votos nulos           | Votos nulos                  | Votos nulos           | Votos nulos                                     | 2.689   | 0,84  |
| Participación         | Participación                | Participación         | Participación                                   | 321.265 | 83,20 |
| Electores registrados | Electores registrados        | Electores registrados | Electores registrados                           | 386.103 | 100   |
| Fuente:               |                              |                       |                                                 |         |       |

### Cámara de Diputados
| Partido/Alianza       | Partido/Alianza                                 | Diputado proporcional | Diputado proporcional | Diputado proporcional | Diputado departamental | Diputado departamental | Diputado departamental | Diputado departamental | Diputado departamental | Diputado departamental | Bancas totales |
| Partido/Alianza       | Partido/Alianza                                 | Votos                 | %                     | Bancas                | Sublema                | Sublema                | Sublema                | Lema                   | Lema                   | Lema                   | Bancas totales |
| Partido/Alianza       | Partido/Alianza                                 | Votos                 | %                     | Bancas                | Sublema                | Votos                  | %                      | Votos                  | %                      | Bancas                 | Bancas totales |
| --------------------- | ----------------------------------------------- | --------------------- | --------------------- | --------------------- | ---------------------- | ---------------------- | ---------------------- | ---------------------- | ---------------------- | ---------------------- | -------------- |
|                       | Alianza por San Juan                            | 163.124               | 54,44                 | 15/26                 | Blanco                 | 88.878                 | 57,02                  | 155.870                | 51,80                  | 10/19                  | 25/45          |
| Celeste               | Alianza por San Juan                            | 163.124               | 54,44                 | 15/26                 | 66.992                 | 42,98                  |                        | 155.870                | 51,80                  | 10/19                  | 25/45          |
|                       | Frente Justicialista Desarrollo y Esperanza     | 129.889               | 43,35                 | 11/26                 | Frente de la Esperanza | 123.829                | 89,07                  | 139.021                | 46,20                  | 9/19                   | 20/45          |
| Desarrollo y Justicia | Frente Justicialista Desarrollo y Esperanza     | 129.889               | 43,35                 | 11/26                 | 15.192                 | 10,93                  |                        | 139.021                | 46,20                  | 9/19                   | 20/45          |
|                       | Nueva Alternativa Social y Económica (PSA - PF) | 5.610                 | 1,87                  |                       | —                      | —                      | —                      | 5.155                  | 1,71                   |                        |                |
|                       | Movimiento Socialista de los Trabajadores       | 1.012                 | 0,34                  | —                     | —                      | —                      | 877                    | 0,29                   |                        |                        |                |
| Votos positivos       | Votos positivos                                 | 299.635               | 93,27                 |                       |                        |                        |                        | 300.923                | Sin datos              |                        |                |
| Votos en blanco       | Votos en blanco                                 | 19.682                | 6,13                  | Sin datos             | Sin datos              |                        |                        |                        |                        |                        |                |
| Votos nulos           | Votos nulos                                     | 1.951                 | 0,61                  | Sin datos             | Sin datos              |                        |                        |                        |                        |                        |                |
| Participación         | Participación                                   | 321.268               | 83,20                 | Sin datos             | Sin datos              |                        |                        |                        |                        |                        |                |
| Electores registrados | Electores registrados                           | 386.103               | 100                   | 386.103               | 100                    |                        |                        |                        |                        |                        |                |
| Fuentes:              |                                                 |                       |                       |                       |                        |                        |                        |                        |                        |                        |                |

#### Electos
| Distrito     | Diputado                   | Partido | Partido                                     |
| ------------ | -------------------------- | ------- | ------------------------------------------- |
| 25 de Mayo   | Ricardo Jorge Farías       |         | Frente Justicialista Desarrollo y Esperanza |
| 9 de Julio   | Nallib Hugo Uzair Farías   |         | Alianza por San Juan                        |
| Albardón     | Daniel Pedro Lerga         |         | Frente Justicialista Desarrollo y Esperanza |
| Angaco       | Miguel Antonio Calzado     |         | Frente Justicialista Desarrollo y Esperanza |
| Calingasta   | Mario Adrián Romero        |         | Frente Justicialista Desarrollo y Esperanza |
| Capital      | Diego Miguel Segui         |         | Alianza por San Juan                        |
| Caucete      | Antonio Jaime Salva        |         | Frente Justicialista Desarrollo y Esperanza |
| Chimbas      | Oscar Américo Vega Mestre  |         | Alianza por San Juan                        |
| Iglesia      | Ramón Héctor Anes          |         | Alianza por San Juan                        |
| Jáchal       | Domingo César Balderramo   |         | Alianza por San Juan                        |
| Pocito       | Blas Ochoa                 |         | Frente Justicialista Desarrollo y Esperanza |
| Rawson       | Carlos Francisco Fernández |         | Alianza por San Juan                        |
| Rivadavia    | Jorge Eduardo Martín       |         | Alianza por San Juan                        |
| San Martín   | Eduardo Alfredo Montilla   |         | Frente Justicialista Desarrollo y Esperanza |
| Santa Lucía  | Nélida Monserrat           |         | Alianza por San Juan                        |
| Sarmiento    | Roberto Romero             |         | Frente Justicialista Desarrollo y Esperanza |
| Ullum        | Roque Nelson José Noriega  |         | Frente Justicialista Desarrollo y Esperanza |
| Valle Fértil | Alberto Benito Ortiz       |         | Alianza por San Juan                        |
| Zonda        | Fernando Nicacio Molina    |         | Alianza por San Juan                        |
| Proporcional | Francisco Alcoba           |         | Frente Justicialista Desarrollo y Esperanza |
| Proporcional | Héctor José Arias          |         | Alianza por San Juan                        |
| Proporcional | Nancy Avelín               |         | Alianza por San Juan                        |
| Proporcional | Eduardo Abel Bazán Agrás   |         | Alianza por San Juan                        |
| Proporcional | Leopoldo Alfredo Bravo     |         | Alianza por San Juan                        |
| Proporcional | Alfredo Alberto Castillo   |         | Alianza por San Juan                        |
| Proporcional | Juan José Chica Rodríguez  |         | Frente Justicialista Desarrollo y Esperanza |
| Proporcional | Enrique Edgardo Conti      |         | Alianza por San Juan                        |
| Proporcional | Tulio Abel del Bono        |         | Frente Justicialista Desarrollo y Esperanza |
| Proporcional | Ramón Rosas Elizondo       |         | Alianza por San Juan                        |
| Proporcional | Martín Antonio Frau        |         | Alianza por San Juan                        |
| Proporcional | María Isabel Icart         |         | Frente Justicialista Desarrollo y Esperanza |
| Proporcional | Hugo Miguel Jorge Picatto  |         | Alianza por San Juan                        |
| Proporcional | Rubén Aníbal Miranda       |         | Alianza por San Juan                        |
| Proporcional | Delia Beatriz Pappano      |         | Alianza por San Juan                        |
| Proporcional | Nélida del Carmen Parra    |         | Frente Justicialista Desarrollo y Esperanza |
| Proporcional | Ricardo Alfredo Peñate     |         | Frente Justicialista Desarrollo y Esperanza |
| Proporcional | José Antonio Podda         |         | Alianza por San Juan                        |
| Proporcional | José Agustín Pujador       |         | Alianza por San Juan                        |
| Proporcional | Jorge Luis Quattropani     |         | Frente Justicialista Desarrollo y Esperanza |
| Proporcional | Talal Quintar              |         | Alianza por San Juan                        |
| Proporcional | José Luis Rahme            |         | Alianza por San Juan                        |
| Proporcional | Héctor Williams Tejada     |         | Frente Justicialista Desarrollo y Esperanza |
| Proporcional | Domingo Raúl Tello         |         | Frente Justicialista Desarrollo y Esperanza |
| Proporcional | Héctor Daniel Tomás        |         | Frente Justicialista Desarrollo y Esperanza |
| Proporcional | Jorge Daniel Turon         |         | Frente Justicialista Desarrollo y Esperanza |